# Okřešice
Okřešice là một làng thuộc huyện Třebíč, vùng Vysočina, Cộng hòa Séc. Okřešice có diện tích 5.82 km2, và có dân số là 165 (thống kê năm 2005). Okřešice cách đông bắc Třebíč khoảng 5mk2, đông nam Jihlava 25km2, và đông nam Praha 139 km2.